# Cortes von Cádiz
Die Cortes von Cádiz (spanisch Las Cortes de Cádiz) waren ein Parlament, das als Verfassunggebende Versammlung von 1810 bis 1813 in Cádiz in Spanien tätig war. Sie schufen mit der Verfassung von Cádiz eine liberale Verfassung, die als Vorbild für weitere Verfassungen in Spanien und im Ausland diente.

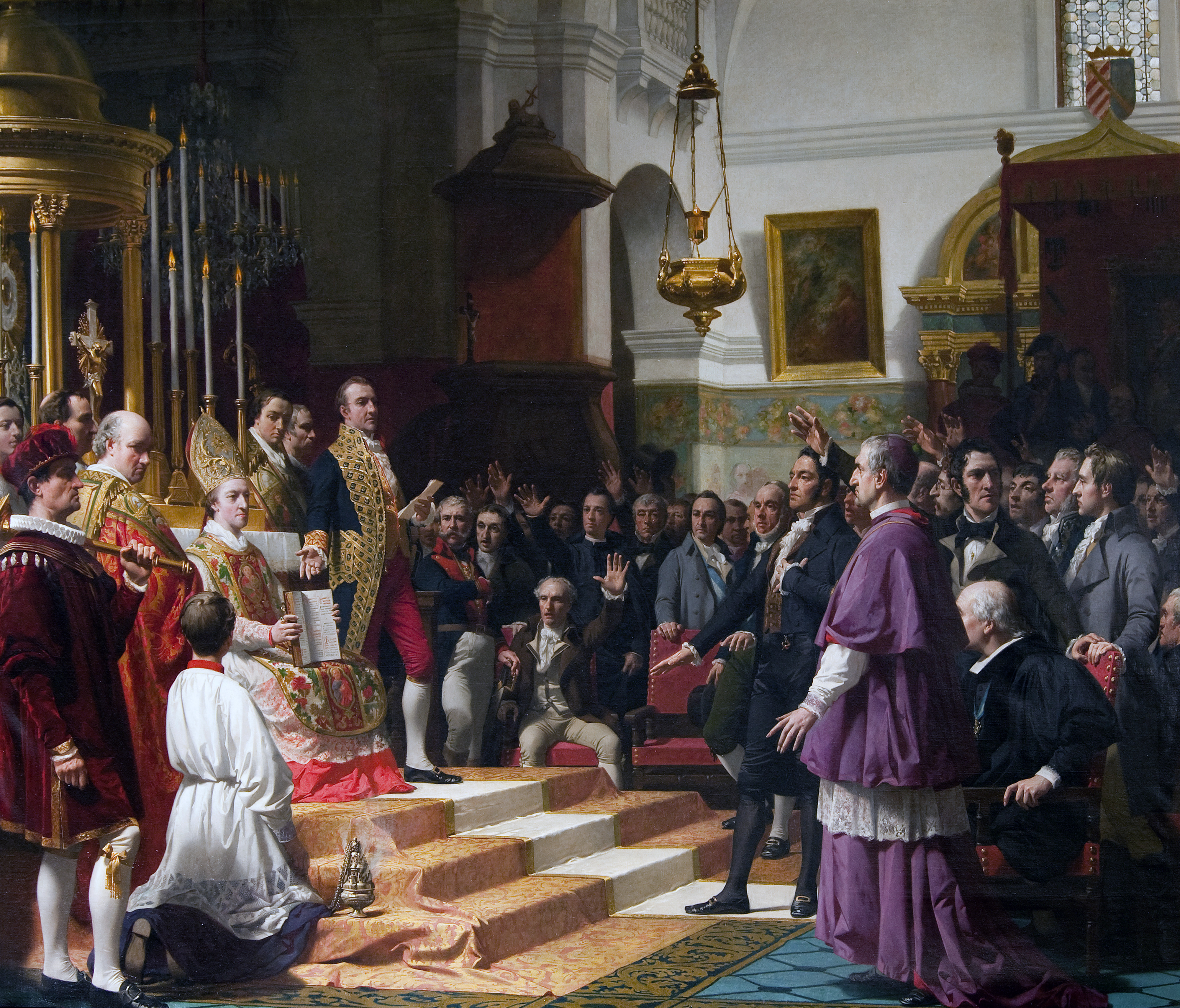
Vereidigung der Abgeordneten der Cortes im Jahr 1810, José Casado del Alisal, 1863

## Vorgeschichte

### Frühere Cortes in Spanien
In den Spanischen Königreichen wurden seit dem Mittelalter Ständeversammlungen unter dem Namen Cortes abgehalten. Sie sollten die Könige bei wichtigen Entscheidungen beraten und waren die Gelegenheit, bei denen der Thronfolger, meist noch zu Lebzeiten des Vorgängers, bestätigt wurde und bei denen ein neuer König versprach sich an das geltende Recht zu halten. 
Die letzten Cortes von Kastilien, vereinigt mit den Cortes der Krone von Aragonien, fanden im September 1789 statt. Die Cortes von 1789 wurden in erster Linie einberufen um die Nachfolge für König Karl IV. zu klären. Einerseits wurde der damals fünfjährige Ferdinand (später  Ferdinand VII.) als Fürst von Asturien den Cortes als Thronerbe präsentiert, andrerseits wurde das Erbschaftsrecht wieder so geregelt, wie es vor Philipp V. in Kastilien und Aragonien üblich war. Die Cortes tagten zeitweise nichtöffentlich. Ein Teil der Beschlüsse wurde nicht verkündet.

### Nationalversammlung in Bayonne
Mit Datum vom 24. Mai 1808 wurde im Namen Napoleons eine Spanische Nationalversammlung nach Bayonne in Frankreich einberufen. Es sollten 150 Delegierte getrennt nach Ständen delegiert werden: 50 Mitglieder des Geistlichen Standes, 51 Mitglieder des Adeligen Standes und 49 Vertreter des Volkes, d. h., Händler und Vertreter der Universitäten und der Städte, die auch bisher eine Stimme in den Cortes hatten. An der Versammlung nahmen nicht einmal die Hälfte der vorgesehenen Anzahl an Delegierten teil, selbst wenn man am Ort anwesende Personen, die als Ersatzdelegierte fungierten, mitzählt. Der Versammlung wurde der fertige Entwurf einer Verfassung zur Diskussion vorgelegt, der dann auch bestätigt wurde. Die Präambel der Verfassung von Bayonne stellt diese als einen Vertrag zwischen dem König und seinem Volk dar. Die Übergangsbestimmungen der Verfassung von Bayonne sehen eine zeitlich abgestufte Inkraftsetzung vor. Die Inkraftsetzung geschah auf Grund der militärischen und politischen Entwicklung in Spanien nur teilweise.

### Politische Situation zur Zeit der Einberufung
Im Vertrag von Fontainebleau vom 27. Oktober 1807 erlaubte Spanien den französischen Truppen den Durchmarsch durch Spanien nach Portugal. Napoleon schickte allerdings erheblich mehr Truppen als im Vertrag vorgesehen waren nach Spanien und brachte damit große Teile Spaniens unter seine Kontrolle. Nach einem Aufstand in Aranjuez und einem versuchten Putsch des Infanten Ferdinand, verzichtete Karl IV. von Spanien zugunsten seines ältesten Sohnes Ferdinand VII. auf die Krone. Nachdem sowohl Ferdinand VII. als auch Karl IV. bei einem Besuch im Bayonne (span.: Bayona) in Frankreich auf die Krone verzichtet hatten, setzte Napoleon seinen Bruder Joseph, der zu dieser Zeit König von Neapel war, als König von Spanien ein. Ferdinand lebte in den folgenden Jahren bis 1814 auf Schloss Valençay in Frankreich.
Während des Kampfes der Spanier gegen die Anwesenheit Französischer Truppen in Spanien und trotz der formalen Herrschaft König Josephs, bildete sich im September in Aranjuez die Junta Suprema Central, eine Gegenregierung, die den Rücktritt von König Ferdinand VII. und die amtierende Regierung in Madrid nicht anerkannte. Diese Junta Suprema Central erließ am 22. Mai 1809 im Namen König Ferdinands ein Dekret, in welchem sie die Wahl der neuen Cortes ankündigte.

## Einberufung der Cortes von Cádiz

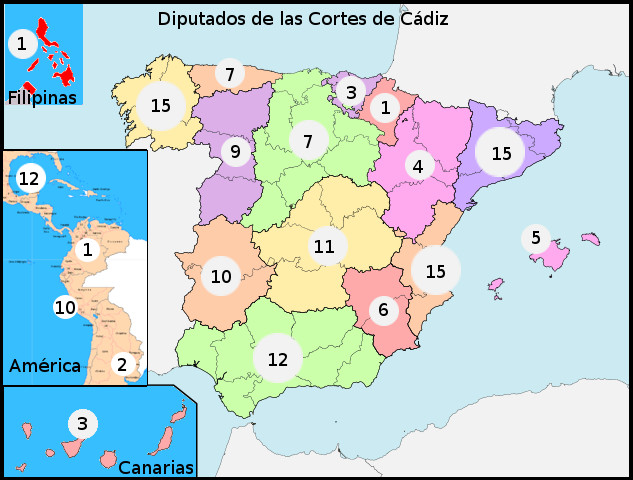
Zahl der Mitglieder

Die Cortes wurden von der Suprema Junta gubernativa de España e Indias mit Datum vom 1. Januar 1810 für den 1. März 1810 auf die Isla de León bei Cádiz einberufen. Die zwar belagerte, aber stark befestigte Seefestung Cádiz wurde als Tagungsort gewählt, weil dort am wenigsten mit einer Eroberung durch französische Truppen zu rechnen war. In der Festung befand sich eine zahlreiche spanische, britische und portugiesische Besatzung und die Seeseite sowie die Kommunikation zu allen Häfen Spaniens und des Auslands schützte die überlegene britische Flotte.
Die Berufung der Mitglieder der Cortes von Cádiz geschah in mehreren, teilweise parallel verlaufenden Verfahren: 
- An die einzelnen Juntas Superiores (also an die regional gebildeten Juntas) erging ein Schreiben mit der Aufforderung einen Delegierten nach der angefügten Wahlordnung zu bestimmen.
- An die Städte, die traditionell einen Sitz in den Cortes hatten, ging ebenso ein Schreiben.
- An die Verwaltungen der Reinos (Königreiche) und Provinzen gingen Schreiben, die sie aufforderten einen Wahlausschuss zu bilden und für je 50 000 Einwohner einen Abgeordneten wählen zu lassen. Das sollte nach einem mehrfach gestuften indirekten Wahlsystem geschehen.
- Am 21. Januar 1810 ergingen auch Einladungen an den Hohen Adel und an die Kirchenhierarchie.[5]
- Mit dem Dekret vom 14. Februar 1810 wurde auch die Wahl der Abgeordneten aus den Überseeischen Gebieten geregelt. Sie sollen als gleichberechtigte Mitglieder an den Sitzungen und Beschlüssen teilnehmen.[6]
- Weitere Sonderregelungen für das Wahlverfahren wurden im September 1810 für die Gebiete herausgegeben, die vom Feind besetzt waren. Für die Abgeordneten, die in diesen Gebieten nicht gewählt werden konnten, sollten Suplentes, Ersatzabgeordnete tätig werden. Dabei handelte es sich meist um zufällig in Cádiz anwesende Personen, die aus den Gebieten stammten, die keine Abgeordneten wählen konnten.

Durch die militärische Entwicklung im Land war ein Zusammentreffen der Cortes am 1. März 1810 nicht möglich. In einem Dekret vom 20. September 1810 ordnete der Consejo de Regencia, eine Nachfolgeinstitution der Junta Suprema Central, an, dass die Cortes als Einkammerparlament tagen sollten und stellte fest, dass ein gesonderte Unterteilung für den Adel und den Klerus nicht notwendig sei, da genug der von den Provinzen entsandten Abgeordneten diesen Ständen angehören würden. Die zu Anfang fehlenden 28 Abgeordneten der Überseeischen Gebiete wurden von in Spanien anwesenden Bürger der Gebiete bestimmt. Abgesehen davon entsprach die Zahl von 28 Abgeordneten nicht im Entferntesten der Zahl der Einwohner der überseeischen Gebiete. Hätte man dort einen gleichen Maßstab anlegen wollen wie in Festlandspanien, also einen Abgeordneten auf 50 000 Einwohner, so hätten die Abgeordneten aus Übersee eine überwiegende Mehrheit dargestellt.

## Mitglieder der Cortes
Bei der Eröffnungssitzung am 24. September waren 95 Abgeordnete anwesend. Davon waren mehr als die Hälfte Suplentes, also Ersatzmitglieder. Die Anzahl der Ersatzmitglieder nahm im Laufe der Zeit ab, weil immer mehr reguläre Mitglieder bestimmt werden konnten. Bei der Endabstimmung über die Verfassung am 19. Februar 1812 waren 184 Mitglieder anwesend. Beim Beschluss zur Auflösung der Cortes am 14. September 1813 immerhin 223. Die theoretisch vorgesehene Zahl von 240 Abgeordneten wurde nie erreicht. Die Abgeordneten stellten also auch formal sicher kein Abbild der Bevölkerung dar. Das gilt besonders für die Abgeordneten der überseeischen Gebiete. Keiner der Abgeordneten war nichtspanischer Herkunft. 
Aufgrund der schwankenden Anwesenheitszahlen ist eine Aussage über die soziale Herkunft der Abgeordneten nur bedingt aussagefähig, aber eine Tendenz lässt sich feststellen. Etwa ein Drittel waren Geistliche, die zweitgrößte Gruppe mit etwa 18 % waren die Rechtsanwälte, der Rest waren Militärs, Beamte, einige Adelige und sehr wenige Kaufleute, Professoren etc. Handwerker, Arbeiter oder Bauern waren überhaupt nicht vertreten.
Parteien im heutigen Sinn gab es zu Beginn des 19. Jahrhunderts nicht. In politischer Hinsicht kann man von einer Dreiteilung ausgehen: Die radikalen Veränderer strebten eine grundlegende Veränderungen der bestehenden Verhältnisse an. Die gemäßigten Erneuerer wollten verschiedene Änderungen auf der Grundlage der bestehenden Verhältnisse erreichen. Die Konservativen wollten keinerlei Veränderungen oder Reformen zulassen. Die einfachste Einteilung ist allerdings die in Absolutisten, die jede Veränderung ablehnten, und Liberale, die von den Gedanken der Aufklärung beeinflusst waren.

## Arbeit der Cortes

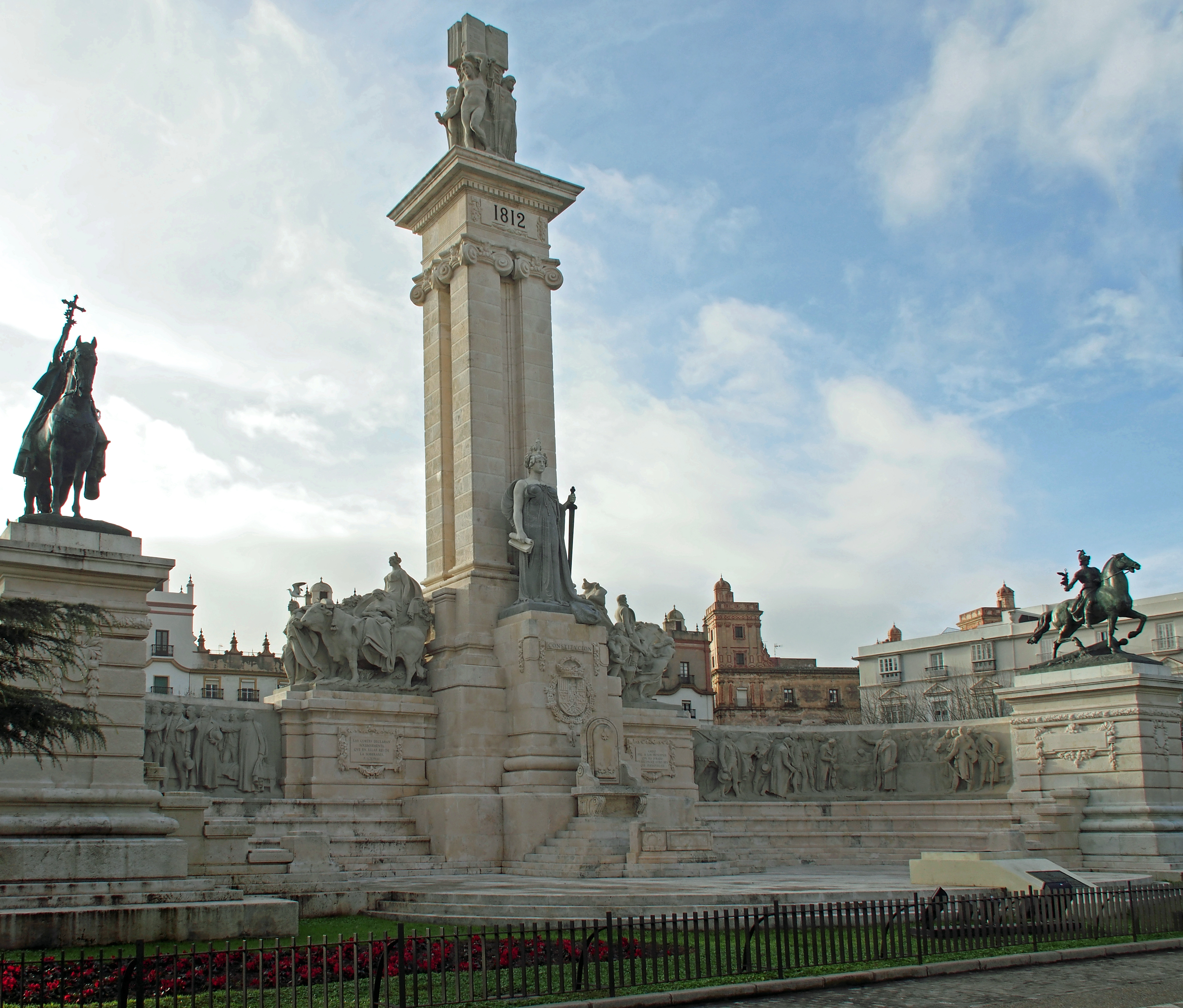
Denkmal auf der Plaza de España in Cádiz zur Einführung der Verfassung von 1812

Bei der Einberufung der Cortes durch die Junta Suprema Central war die Erarbeitung einer schriftlich niedergelegten Verfassung nicht ausdrücklich als Aufgabe genannt worden. So beschäftigte sich die Versammlung in den ersten Sitzungen erst einmal damit, das eigene Selbstverständnis zu klären. Im Mittelpunkt stand die Frage nach der Souveränität und der Legitimität der Cortesbeschlüsse. Wegen einer gewissen Dringlichkeit beschäftigte man sich dann mit Gesetzen, welche die aktuellen Probleme des Landes betrafen. Von den 409 Gesetzen, die von den Cortes verabschiedet wurden, befassen sich nur etwa 100 mit politischen, sozialen, ökonomischen Problemen oder Problemen einer Verwaltungsreform. Die bedeutendsten dieser Gesetze wurden zwar noch von den Cortes von Cádiz verkündet, sie wurden im Land selbst jedoch kaum beachtet und 1814 für ungültig erklärt. Viele dieser Gesetze dienten aber während des Trienio Liberal und zur Regierungszeit Isabellas II. als Grundlage für ähnliche Regelungen. Dabei handelte es sich beispielsweise um das Gesetz über die Grundherrschaft, mit dem am 6. August 1811 die Patrimonialgerichte aufgehoben wurden. Die Abschaffung der Familienfideikommisse bewirkte, dass Erbschaften geteilt und Ländereien aus Familienbesitz verkauft werden konnten. Ein anderes Gesetz sah vor, dass Kloster, in denen weniger als zwölf Mönche bzw. Nonnen lebten, aufgelöst werden sollten. Ein in den Cortes sehr umstrittenes Gesetz war das am 5. Februar 1813 beschlossene Gesetz über die Auflösung der Inquisition in Spanien. Auf wirtschaftlichem Gebiet war das Gesetz über die Gewerbefreiheit von großer Bedeutung. Am 22. April 1811 wurde die Folter verboten.
Der große Teil der von den Cortes beschlossenen Gesetze betraf organisatorische oder normale Verwaltungsangelegenheiten eines Landes, das sich im Kriegszustand befand, also Gesetze über Truppenausrüstungen und Finanzierungsangelegenheiten.
Die Frage nach einer schriftlichen Verfassung stand erst ab März 1811 auf der Tagesordnung. Als erstes wurde ein Ausschuss unter dem Vorsitz des Abgeordneten Muñoz-Torrero gebildet. Dem Ausschuss gehörten zehn Abgeordnete aus Europa und drei aus Lateinamerika an. Alle wichtigen politischen Strömungen der Cortes waren in diesem Ausschuss vertreten. Der Abgeordnete Antonio Ranz Romanillos wurde mit der Abfassung eines Entwurfes beauftragt. Dieser Abgeordnete war 1808 Sekretär der Nationalversammlung in Bayonne gewesen und hatte auch die dort verkündete Verfassung unterschrieben. Im August 1811 wurde dem Plenum der Cortes das Ergebnis der Ausschussarbeit vorgelegt, welches die Verfassung nach einer sehr intensiven Debatte annahm. Am 19. März 1812 wurde die Constitución política de la monarquía española verkündet.

## Ende der Cortes
Da die Cortes nicht nur Verfassungsgebende Versammlung waren, endete die Arbeit nicht mit der Verkündung der Verfassung. Die (außerordentlichen) Cortes generales y extraordinarias lösten sich erst nach weiterer gesetzgebender Arbeit am 20. September 1813 auf. Cortes ordinarias, die mit dem Gesetz vom 23. Mai 1812 einberufen worden waren, traten zunächst am 25. September 1813 in Cádiz, dann ab 14. Oktober auf der Isla de León bei Cádiz zusammen, um dann, nach dem Abzug der Franzosen, ab dem 15. Januar 1814 in Madrid zu tagen. Keiner der Mitglieder der ersten Cortes von Cádiz war Abgeordneter in dem neu gewählten Parlament, weil das Wahlgesetz eine erneute Mitgliedschaft ausschloss. 
Im Vertrag von Valençay verzichtete Joseph I. zugunsten von Ferdinand VII. auf die Spanische Krone. Bei seiner Rückkehr nach Spanien erklärte Ferdinand VII. im Manifesto de Valencia vom 4. Mai 1814 die gesamte Gesetzgebung seit Mai 1808 als von vornherein ungültig. Damit wurden auch die in Madrid versammelten Cortes aufgelöst.

## Bedeutung der Cortes von Cádiz
Die Bedeutung der Cortes von Cádiz liegt einerseits darin, dass in Spanien zum ersten Mal ein Parlament ohne Standesunterschiede tagte, das ohne Unterscheidung der Stände gewählt worden war, in dem die überseeischen Gebiete, wenigstens formal, gleichberechtigt vertreten waren und das davon ausging, die Volkssouveränität zu vertreten.
Viele der Abgeordneten – sowohl die liberalen als auch die absolutistischen – spielten in der weiteren Geschichte Spaniens eine bedeutende Rolle. 
Die neu geschaffene schriftlich niedergelegte Verfassung war zwar zwischen dem 19. März 1812 und dem 4. Mai 1814 nur etwas mehr als zwei Jahre gültig, sie wurde aber während des Trienio Liberal von März 1820 bis Oktober 1823 – also für mehr als drei Jahre – und von August 1836 bis Juni 1837 während der Regierungszeit Isabellas II. erneut in Kraft gesetzt. Der Inhalt wurde, z. T. wörtlich, in spätere spanische Verfassungen übernommen.